# St-Romain-le-Puy (Saint-Romain-le-Puy)
Koordinaten: 45° 33′ 26″ N, 4° 7′ 34″ O

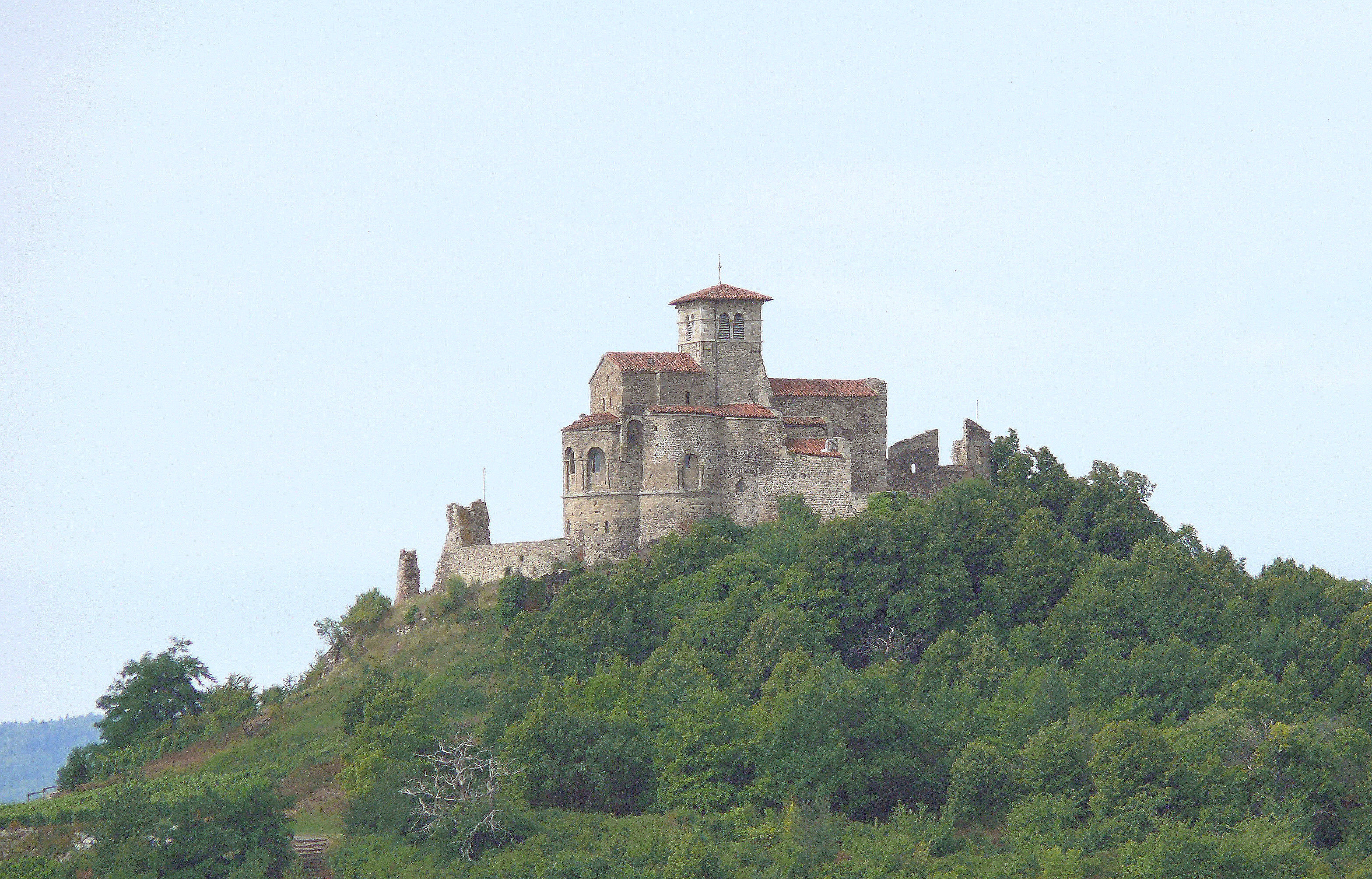
Die Kirche von Saint-Romain auf dem „Puy“

Die Benediktiner-Prioratskirche Saint-Romain-le-Puy steht auf einem Hügel vulkanischen Ursprungs („Puy“), der sich etwa 80 Meter über die Ebene des Forez erhebt. Zusammen mit der zugehörigen französischen Gemeinde Saint-Romain-le-Puy liegt die Kirche im Département Loire in der Region Auvergne-Rhône-Alpes.

## Geschichte

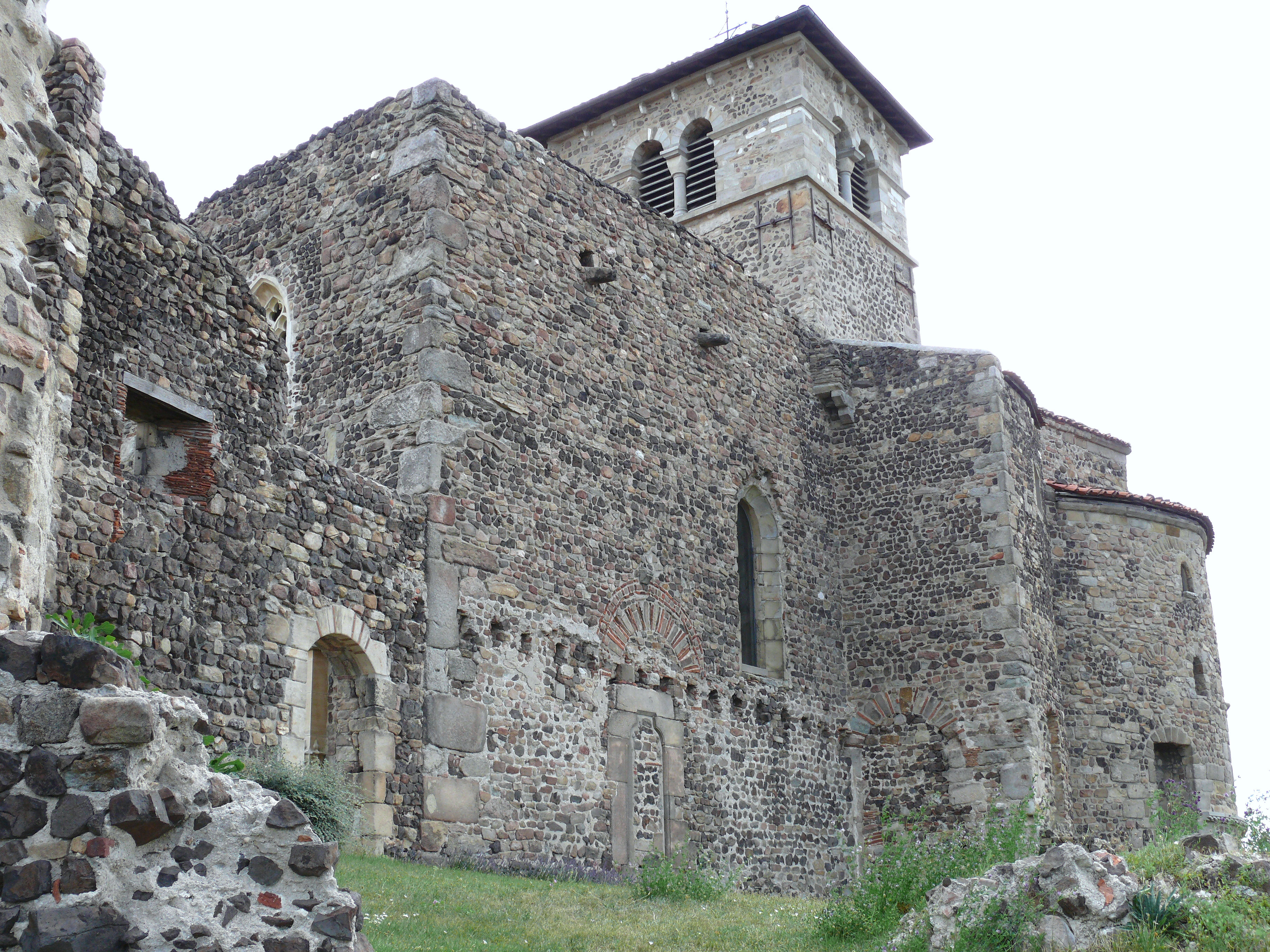
Südmauern (vor 980)

Schon in keltischer Zeit wurde auf dem Berg ein Stein verehrt, dem man heilende Kräfte nachsagte. Wiederverwendete Säulen- und Ziegelreste in der Kirche belegen, dass dem christlichen Gebäude ein heidnischer Tempel vorausging. Der keltische Einfluss zeigt sich auch in den Motiven der Reliefsteine (Hakenkreuze, springenden Stiere, Löwen), die in und an der Kirche angebracht sind. Das heidnische Heiligtum wurde Mitte des 4. Jahrhunderts von dem gallischen Heiligen Martin von Tours durch eine bescheidene Kapelle ersetzt.
Zwischen 980 und 983 erbaute der unter Konrad III. („dem Friedfertigen“) in der Gegend ansässige Graf Bouchitaleus Miles (Bouchetal) auf dem Puy-Gipfel eine Kirche und schenkte sie der Benediktiner-Abtei Saint-Martin d’Ainay in Lyon, wie aus einer Schrift von 1488 hervorgeht. Die somit übergeordnete Abtei veranlasste 1007 den Ausbau der Kirche zum umfriedeten Priorat und ernannte Aldebertus zum ersten Prior. Das Kloster beherbergte seitdem bis zu zehn Mönche und die Anlage wurde bald unzureichend. Deshalb ließ der Prior die Kirche nach Osten erweitern und verändern: Die Apsis wurde abgerissen, eine Krypta gebaut und zum Ausgleich des entstandenen Höhenunterschieds darüber ein Chor errichtet. 1017 waren diese Arbeiten vollendet und die Prioratskirche wurde Saint Romain (Sankt Romanus), einem Märtyrer aus Antiochien geweiht, der im Jahr 303 unter Kaiser Diokletian ermordet worden war und dessen Reliquien wohl in der Krypta aufbewahrt wurden.
Der Hundertjährige Krieg machte den Bau einer weiteren Umwallung nötig; dennoch musste die Kirche nach Angriffen von Marodeuren 1434 unter dem Prior Jean du Soleillant restauriert werden. Jacques de Bouthéon, ein nachfolgender Prior, ließ noch im 15. Jahrhundert die Kapelle im Norden und das Westportal bauen, an dem auch sein Wappen zu sehen ist.
Ab 1666 gab es im Kloster keinen Prior mehr; stattdessen betreute ein von der Abtei d’Ainay abhängiger Kaplan die Kirche. 1684, nach der Säkularisation beider Klöster, verfiel Saint-Romain und war bald unbewohnbar. Ab der Französischen Revolution wurde die Kirche mehrfach verkauft und 1885 der Gemeinde unter dem Vorbehalt übergeben, ihre Instandhaltung zu gewährleisten, zumal sie bereits 1862 als „Monument historique“ klassifiziert worden war.
Zwischen 1950 und 1960 fanden umfangreiche Restaurierungsarbeiten statt. Die archäologischen Forschungen von 1982 machten es möglich, die verschiedenen Bauphasen seit dem späten Altertum festzulegen.
1982 wurde auch der Verein „ALDEBERTUS“ gegründet, der sich seither intensiv um den Erhalt des Bauwerks kümmert und kulturelle Veranstaltungen organisiert.

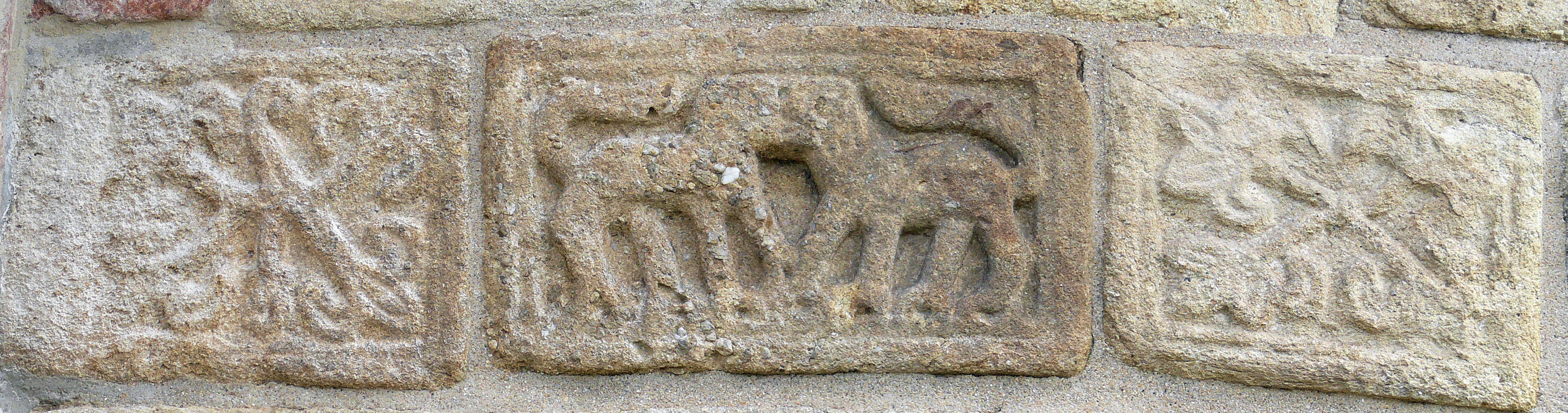
Reliefsteine der Krypta

### Architektur

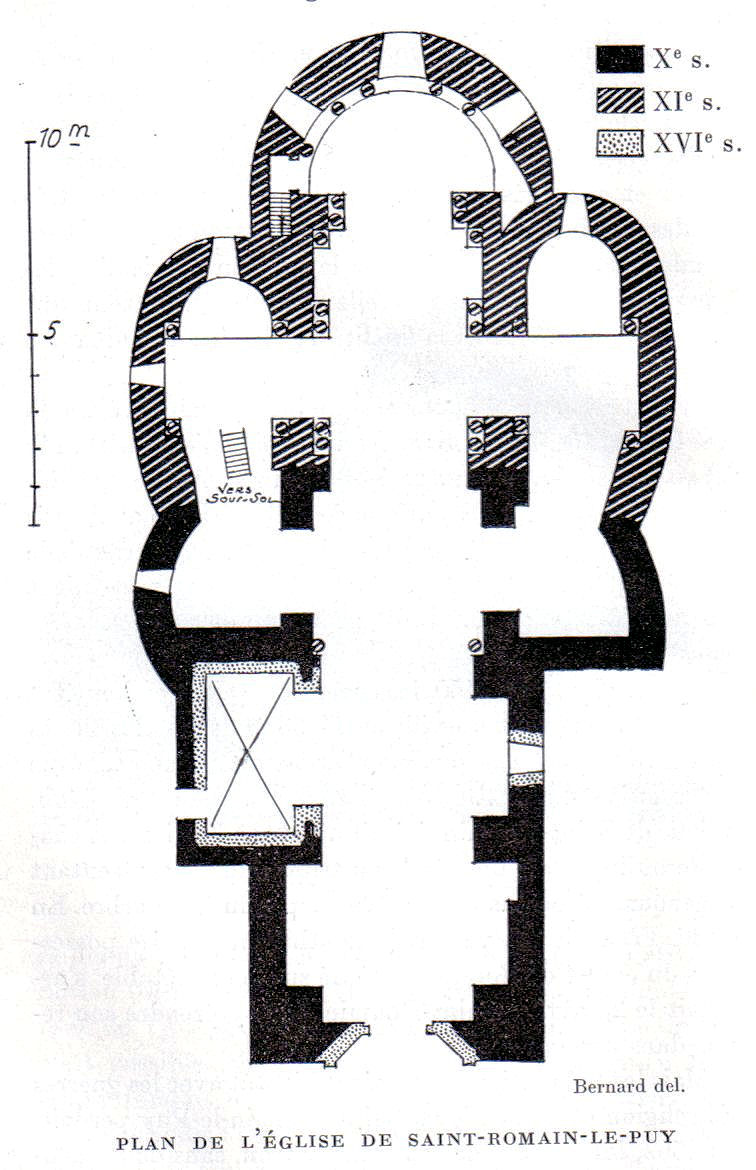
Kirchengrundriss

Insgesamt sind fünf Schaffensperioden unterscheidbar:
- Die Ausgrabungen legten zwei vor dem Jahr 980 liegende Bauphasen zutage:

Die heute noch bestehende Vierung muss auf dem Grundplan eines Trikonchos aufgebaut worden sein, wie er in der Spätantike seit dem 5. Jahrhundert üblich war. In diesem Teil des Bauwerkes wurden Gräber und in die Kirchenmauern eingearbeitete Überreste aus gallorömischer Zeit gefunden.
- Danach wurde das Gebäude nach Westen erweitert, indem das mit einem Gebälk flach gedeckte Schiff zugefügt wurde.

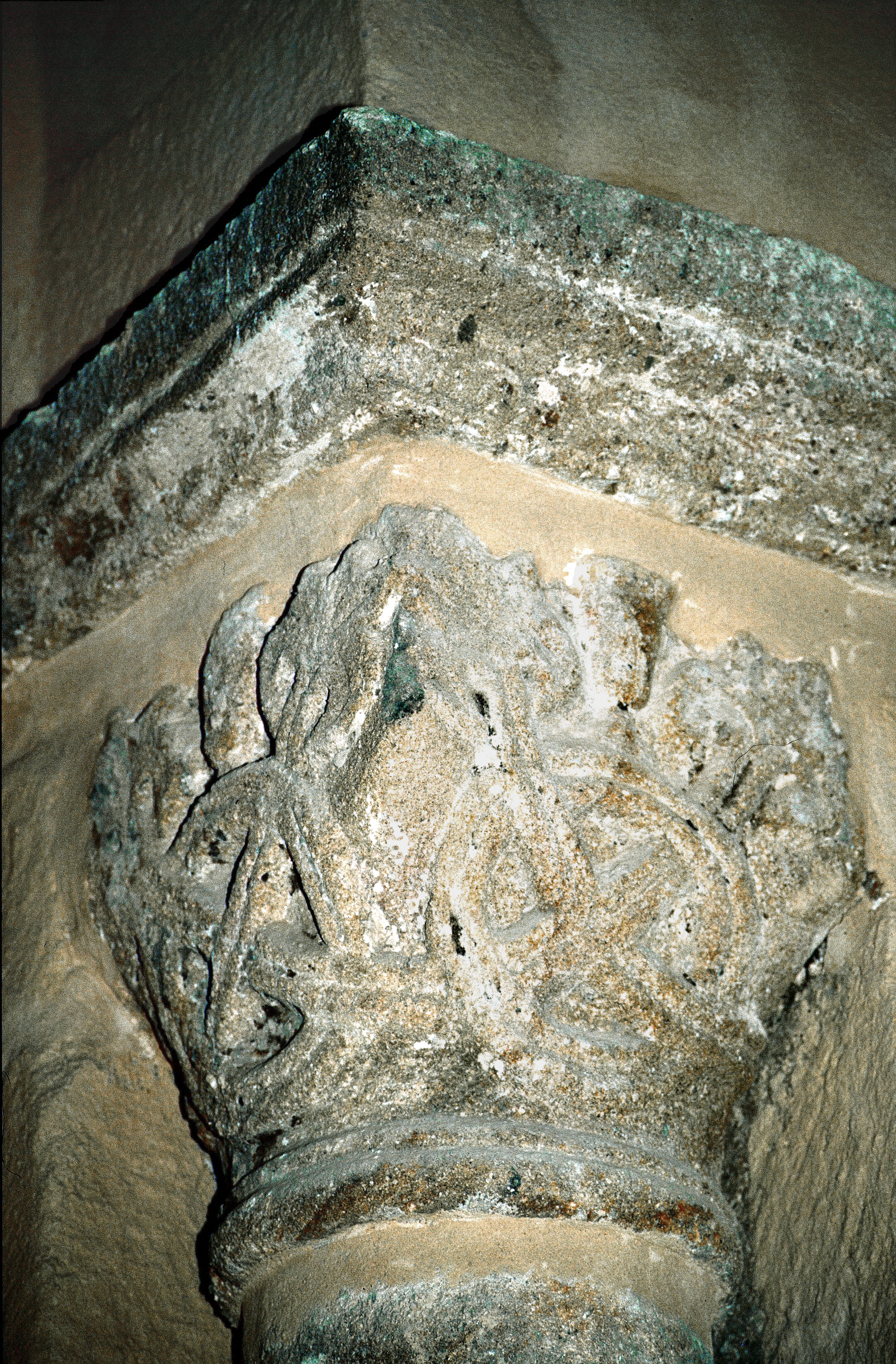
Ornamentales Kapitell

- Nach dem Jahre 1000, zur Zeit der Klosterausstattung, fand die oben erwähnte Vergrößerung in Richtung Osten statt. Die Steine der äußeren Apsis sind auf dieselbe Weise behauen wie diejenigen der Basilika von Saint-Martin d’Ainay. Es folgte kurze Zeit später die Ausschmückung des gesamten Innenraumes und der Außenseite des Chores mit frei vor die Wand gestellten Säulen und Kapitellen.[4]

Während in anderen Teilen Frankreichs zu dieser Zeit auf den Kapitellen menschliche Gestalten in szenischem Zusammenhang abgebildet wurden, ist die Ornamentik in St. Romain charakteristisch für die Dekoration von Kirchen des Forez. Die Bildhauerkunst der Kapitelle ist hier im Wesentlichen von geometrischen und floralen Motiven in vielerlei Anordnungen geprägt. Dabei dominiert Flechtwerk mit mehrfach überkreuzten Schleifen oder komplizierten Knoten, die sich auch manchmal mit (Wein)laub mischen. Eckvoluten betten eine Blume ein; Palmen, Vögel und Fabeltiere (z. B. ein feuerspeiender Löwe) sind insbesondere in der Krypta dargestellt. Ein einziges Mal findet sich anstelle der Blume eine menschliche Maske; viermal tauchen statt der Voluten Widderhörner auf, ähnlich denjenigen, die sich auf koptischen Kapitellen finden.
Die Schmucksteine an der Außenseite des Chores zeigen archaisch wirkende Motive, die auf den keltischen Einfluss verweisen.
- Wahrscheinlich nicht lange danach wurden die Mauern des Langschiffs lokal verdickt, wodurch es möglich wurde, die Balkenlage durch ein Tonnengewölbe zu ersetzen.
- Im 15. Jahrhundert erfolgte die Gestaltung des Portals und der Bau der Kapelle an die Nordwand.

Die Wandmalereien in der Kirche stammen aus dem 11. bis zum 15. Jahrhundert.
- Im Querschiff wurde 1952 ein Fragment im grafischen Stil einer Sinopia entdeckt. Man sieht einen springenden Löwen mit flatternder Mähne. In seinem Körper stehen die Worte VICIT LEO (der Löwe hat gesiegt), was auf die Apokalypse 5,5 verweist. Die Zeichnung lässt sich aufgrund des Stils der Buchstaben auf das Jahr 1050 datieren.

Ebenfalls aus dem 11. Jahrhundert stammt ein, erst kürzlich unter einer Malerei des 14. Jahrhunderts entdecktes, rudimentäres Bild, das wahrscheinlich die Verkündigung Gabriels an Maria aus dem Lukasevangelium zeigt.
- Im 12. Jahrhundert wurden umfangreiche und mehrfarbige Gemälde aufgetragen, von denen noch beträchtliche Teile vorhanden sind. Die Säulenschäfte von Chor und Langhaus wurden mit geometrischen Mustern in lebendigen Farben verziert. In den Flächen unter den Arkaden sind in zwei Reihen menschliche Gestalten erkennbar. Die südliche Chorkapelle und das südliche Querschiff zeigen jeweils ähnliche Motive: oben die Büsten bärtiger Männer, darunter stehende Männer, alle mit Nimbus und in segnender Haltung. Die stehenden Männer tragen Mitra und Pallium. Sie könnten Erzbischöfe von Lyon sein, die Märtyrer der ersten Zeit des Christentums waren.[6]

Auch am Pfeiler links der Chorkapelle stehen zwei, an ihrer Kleidung zu erkennende, Kirchenmänner, von denen lediglich Teile erhalten sind. An der nördlichen Chormauer reihen sich mindestens vier Personen mit Mänteln auf, darunter eine Frau. Sie tragen Heiligenscheine, aber ihre Gesichter sind nicht mehr erhalten. In der oberen Reihe steht ein großer Engel, von dem nur noch der untere Teil und ein Flügelzipfel zu sehen ist.
- Unter vielen Farbschichten wurden im Schiff bei Arbeiten Ende des 19. Jahrhunderts Malereien aus dem 13. Jahrhundert entdeckt. Unter einem Mäanderstreifen zeigen sie Szenen des Martyriums des Heiligen Romanus im Gefängnis von Antiochien. Die jetzt ausgereifteren Gemälde sind bestrebt, die Realität wiederzugeben. Das wird in der Handhabung von Licht und Schatten deutlich, die die Architektur der Gebäude und den Ausdruck der Personen plastischer wirken lässt.
- Im ersten Feld der Südwand sind Teile einer vierten Ausschmückungsphase zu sehen, die offenbar zu einem Heiligenzyklus gehören. Auf einem tapetenartigen und mit Schablone gefertigten Hintergrund steht links die Heilige Katharina, zu ihren Füßen das Rad ihres Martyriums. Rechts von ihr hält die Heilige Magdalena ein offenes Buch in der einen und das Salbgefäß für Jesus in der anderen Hand. Die Frauen sind anmutig und mit kostbaren Gewändern dargestellt; die schlanken, eleganten Figuren und idealisierten Gesichter sind gotischen Stils, also auf das Ende des 14. bis Anfang des 15. Jahrhunderts zu datieren.

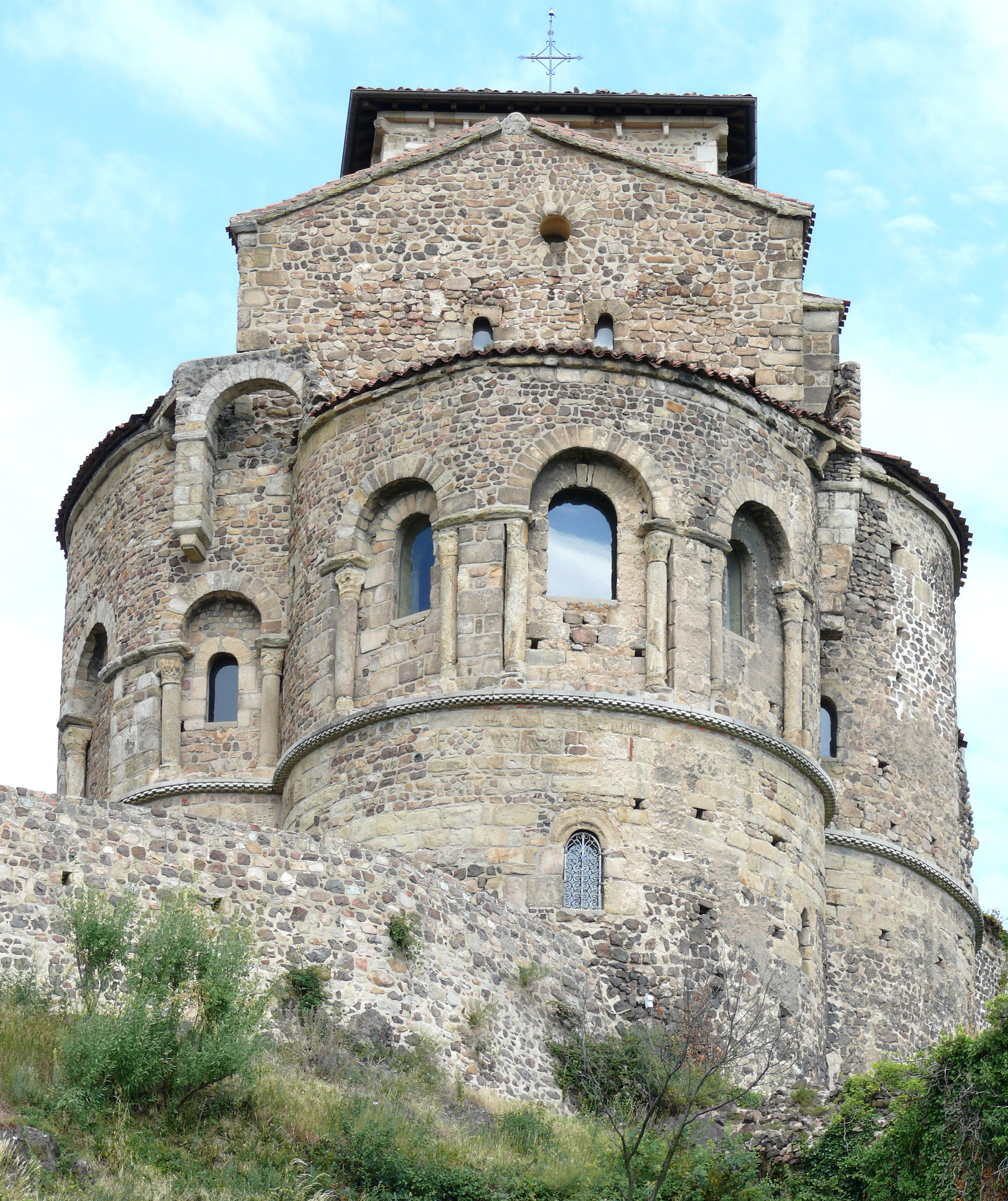
Apsis (Anfang 11. Jh.)
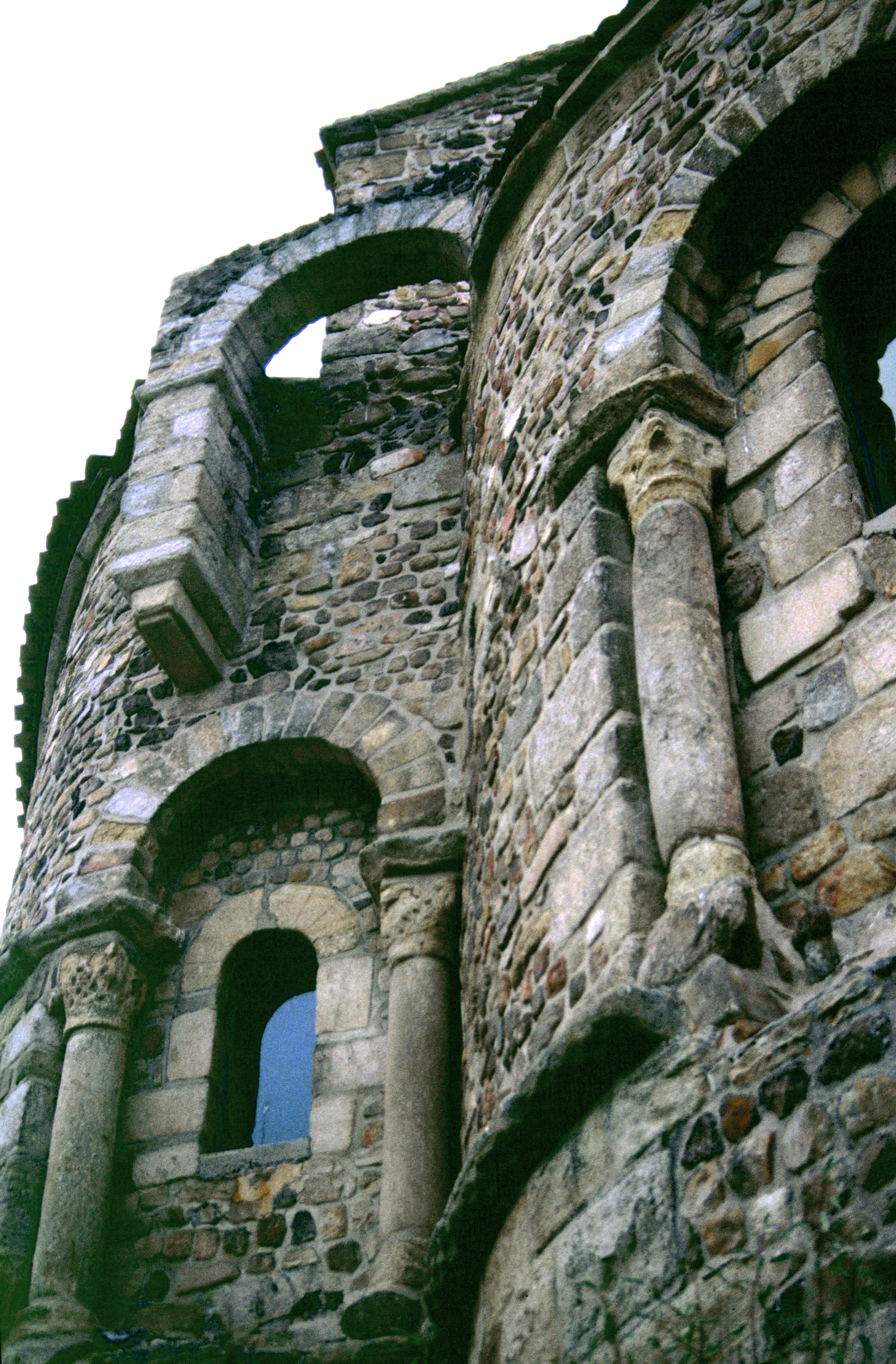
Detail Apsis
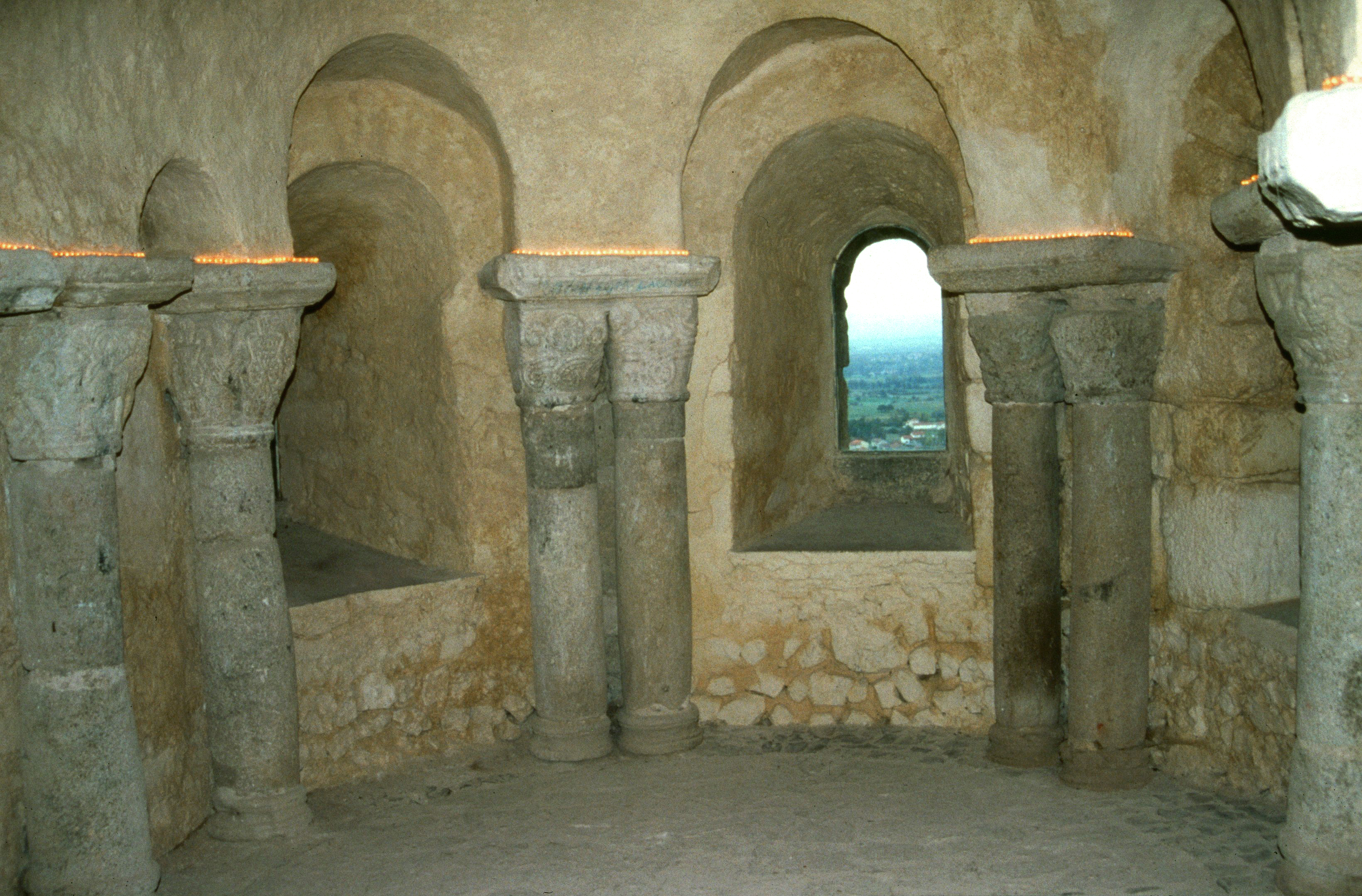
St. Michel, Krypta
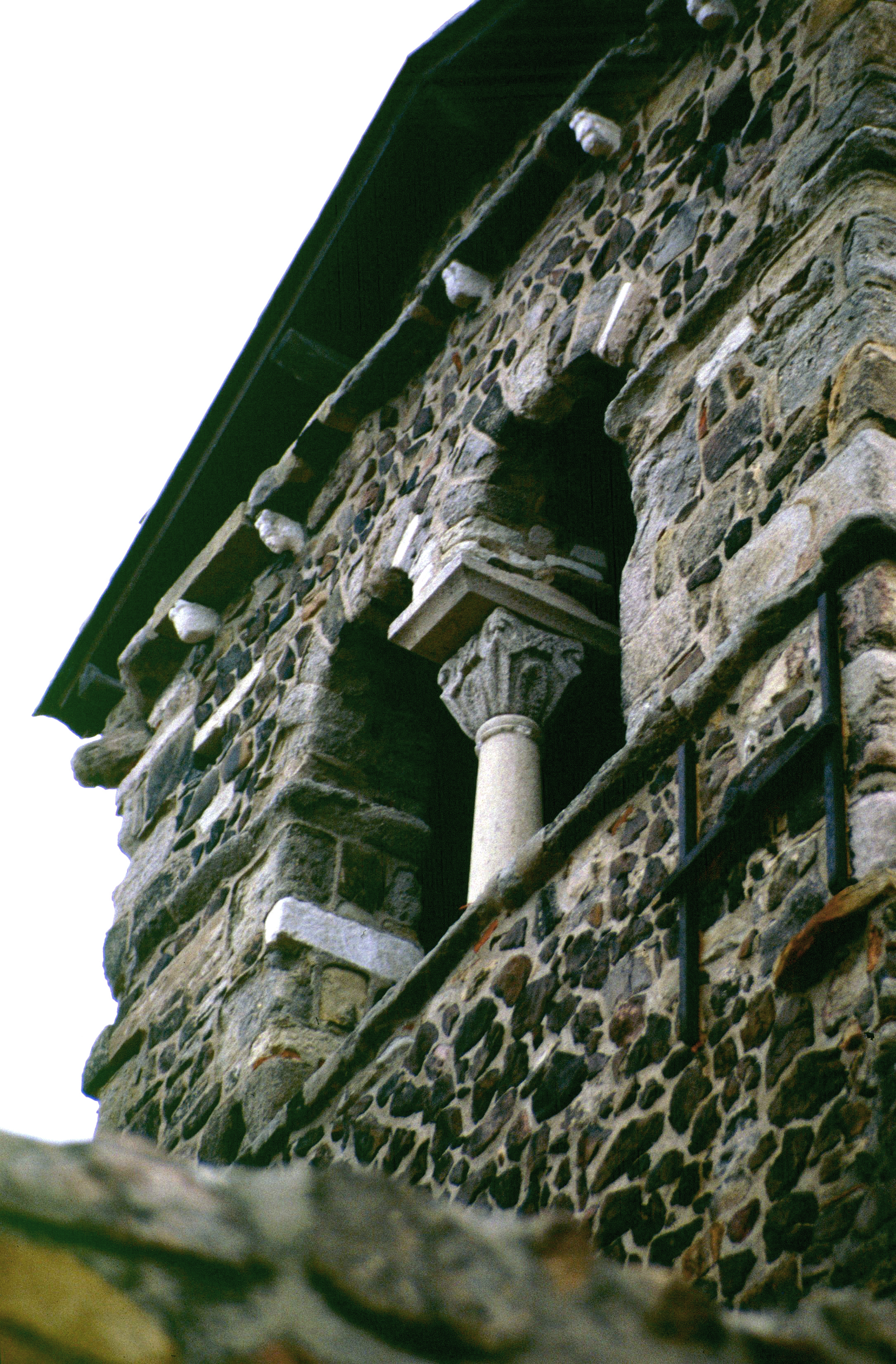
Detail Glockenturm
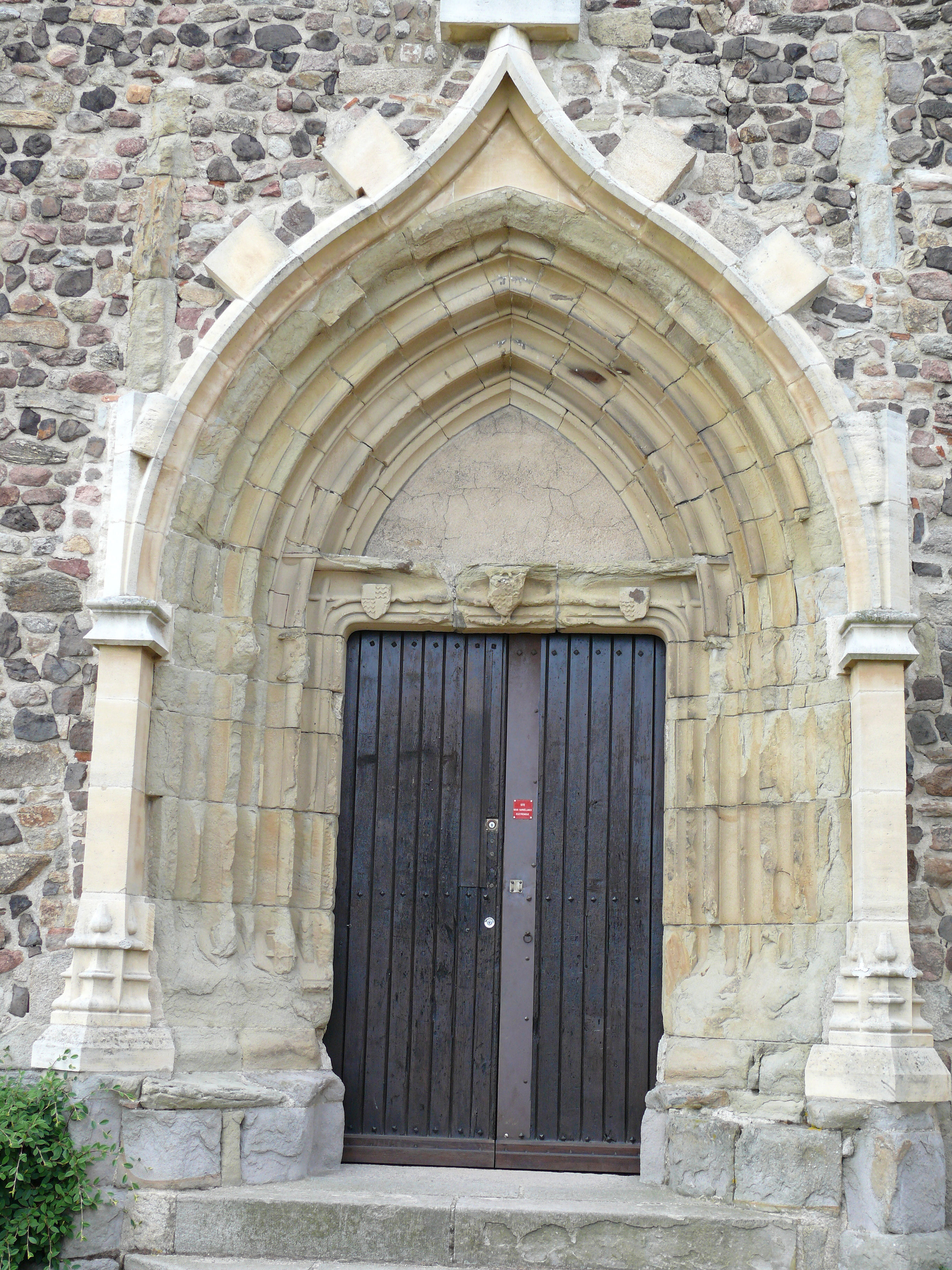
Portal 15. Jh.